# Miquel Blázquez Font
Miquel Blázquez Font (Sant Cugat del Vallès, 26 de juliol de 1999) és un periodista i escriptor català. És conegut com a redactor i narrador esportiu en mitjans digitals i per seguir el dia a dia del primer equip masculí del FC Barcelona.
És redactor i cap de la secció d'esports del diari digital e-Notícies i narra els partits del FC Barcelona al canal digital i web Flashscore. Anteriorment va treballar a la secció d'esports de Catalunya Ràdio, on desenvolupava tasques de redacció i locució en el programa Tot Gira presentat pel periodista David Clupés. Ha col·laborat amb altres mitjans de premsa escrita, amb canals de televisió com ara Gol Televisión de Mediapro i també amb mitjans de comunicació internacionals, com TyC Sports a l'Argentina o The Sportsman al Regne Unit, dels quals és corresponsal a Barcelona.
El novembre de 2022, amb més de 178.000 seguidors, ocupava el lloc 44è a X (abans Twitter) en el rànquing de periodistes i comunicadors catalans amb més seguidors en aquesta xarxa social.
És autor del llibre Mentalidad Topuria: Todas las claves del éxito del campeón de la UFC (2024).

## Obra publicada
- Mentalidad Topuria: Todas las claves del éxito del campeón de la UFC. Roca Editorial Libros, 2024. ISBN 8410096803